# Until There's Nothing Left of Us
Until There's Nothing Left of Us  utkom den 1 augusti 2006 och är ett album av Kill Hannah.

## Låtlista
1. "Life in the Arctic" – 2:36
2. "Believer" – 3:46
3. "Lips Like Morphine" – 3:44
4. "Black Poison Blood" – 4:21
5. "Love You To Death" – 3:18
6. "The Collapse" – 3:12
7. "Statues Without Eyes" – 3:28
8. "Crazy Angel" – 3:49
9. "Under The Milky Way" – 3:58
10. "Songs That Saved My Life" – 3:53
11. "Scream" – 4:32
12. "Sleep Tight" – 2:40

### iTunes-bonusspår
- "Last Night Here" – 4:47

### Digitalt bonusspår
- "The Chase" – 3:46